# Москера Чо, Виктор
Виктор Москера Чо (исп. Víctor Mosquera Chaux; 1 октября 1919, Попаян — 5 ноября 1997, Богота) — колумбийский политический и государственный деятель, дипломат, юрист, журналист, и. о. президента Колумбии (3 февраля 1981 — 11 февраля 1981), сенатор (1980—1982).

## Биография
Изучал право в университете Кауки.
Один из соучредителей газеты El Liberal de Popayán) г. (Попаян). Занимался журналистикой.
Член Либеральной партии Колумбии, был членом муниципального совета Попаяна, членом Ассамблеи Кауки, губернатором департамента Каука (1959—1960), сенатором Колумбии.
В 1960—1961 годах работал министром юстиции и министром правительства Колумбии в 1972 году.
В 1967 году был постоянным представителем Колумбии в Организации Объединенных Наций, послом Колумбии в Соединенном Королевстве в 1970 году и в 1987—1991 годах был послом Колумбии в США.
В феврале 1981 года в течение восьми дней занимал пост и. о. президента Колумбии, пока президент Хулио Сесар Турбай Айяла был на лечении в США. Собирался выдвинуть свою кандидатуру на президентских выборах 1982 года, но снял свою кандидатуру, чтобы присоединиться к кампании бывшего президента Альфонсо Лопеса Микельсена.

## Память
- В 2010 году Почта Колумбии выпустила марку с его изображением.